# Игнатов, Давид
Давид Игнатов (1885—1954) — американский прозаик и драматург, редактор украинско-еврейского происхождения. Один из основателей школы «молодых» в американско-еврейской литературе. Писал на идиш.

## Биография
Родился в хасидской семье. Учился в хедере, затем экстерном сдал экзамены в гимназии. В 1903 году отправился в Киев, где примкнул к социал-демократическому движению, подвергался аресту, стал профессиональным революционером.
В 1906 году эмигрировал в Америку. В 1907 году дебютировал рассказом «Пробуждение», напечатанным в сборнике «Югенд» («Молодость»), в том же году стал одним из основателей и одним из наиболее энергичных руководителей литературной группы Ди юнге  («группы молодых»), которая до окончания Первой мировой войны занимала видное место в американско-еврейской литературе.
Был редактором и издателем альманахов «Литератур» (1910, совместно с И. Я. Шварцем) и «Шрифтн» (с 1912) — первого в периодике на идиш литературного издания, репродуцировавшего также произведения еврейских художников. В 1916 году редактировал альманах «Велт-айн, велт-ойс».

## Творчество
Д. Игнатов внёс в прозу на идиш особую музыкальность речи, свойственные лишь ему интонации и ритмы. Стремясь в своем творчестве стоять над повседневностью, Игнатов тем не менее отдал дань как идеализирующему еврейские традиции романтизму, так и критическому реализму.
Первую из этих тенденций полнее всего выражают его «Вундермайсес фун алтн Праг» («Волшебные истории старой Праги», 1920) и «Дос фарборгене лихт» («Сокровенный свет», 1918); вторую — роман «Ин кеслгруб» («В бурлящей яме», 1918; о вырождении и духовном возрождении в среде еврейских иммигрантов) и трилогия «Ойф вайте вегн» («На дальних дорогах», 1932; о рождении еврейского рабочего движения в Америке). Игнатов писал также рассказы и сказки для детей, пьесы на библейские сюжеты («Фар а найер велт», «За новый мир», 1939, об Ифтахе; «Гид‘он», 1953). Посмертно издан сборник мемуаров и эссе Игнатова «Опгерисене блетер» («Оторванные листки», 1957).
Автор ряда романов: «В водовороте», «Меж двух солнц», «Фиби» и др. Из этих произведений наибольшей художественной цельностью отличается роман «Фиби», рисующий жизнь еврейского фермера в Америке, роман, пропитанный изрядной дозой мистицизма и символизма.